# ريتشل روجرز
ريتشل روجرز (بالإنجليزية: Rachel Rogers) هي منافسة ألعاب القوى فيجية، ولدت في 16 يونيو 1975.

## وصلات خارجية
- ريتشل روجرز على موقع الاتحاد الدولي لألعاب القوى (الإنجليزية)
- ريتشل روجرز على موقع أوليمبيديا (الإنجليزية)
- ريتشل روجرز على موقع اتحاد ألعاب الكومنولث (مؤرشف) (الإنجليزية)